# Cirrospilus variegatus
Cirrospilus variegatus is een vliesvleugelig insect uit de familie Eulophidae. De wetenschappelijke naam is voor het eerst geldig gepubliceerd in 1907 door Masi.